# Juan Alfonso de Baena
Juan Alfonso de Baena (Baena, 1406–1454) spanyol költő. A kasztíliai Baena településen született, áttért zsidó (marranó) volt. Az udvar titkáraként II. János kasztíliai király szolgálatában állt.

## Daloskönyve
Neve ma elsősorban az általa összeállított cancioneróról, vagyis daloskönyvről, versgyűjteményről ismert. A Cancionero del Judino Juan Alfonso de Baena a régi spanyol költészet kincsesháza. 576 rövidebb-hosszabb vers szerepel benne 54 költő nevével együtt (további 35 névtelen szerzeményt is tartalmaz).
A gyűjtemény a 14. század vége és a 15. század első fele udvari költőinek, többségében kimagasló állású személyeknek a szerzeményeit őrizte meg. Kirajzolódik belőle a kor költészetének két ellentétes iránya: a szerzők egyik csoportja a hagyományos, galiciai iskolát képviseli, a másik csoport az új, itáliai irány híve. Magától Alfonso de Baenától is tartalmaz néhány kisebb jelentőségű verset, de azoknál fontosabb a gyűjteményhez prózában írt előszava.
A Cancionero 1445-ben készült (el), de teljes egészében először csak 1851-ben nyomtatták ki Madridban.